# Aventura gráfica
La aventura gráfica es el género del mundo de los videojuegos interactivos cuyo antecedente más inmediato son las aventuras conversacionales de los años 1980 y cuya edad puede establecerse en la primera mitad de la década de 1990. La dinámica de este tipo de experiencia consiste en ir avanzando por el mismo a través de la resolución de diversos rompecabezas, planteados como situaciones que se suceden en la historia, interactuando con personajes y objetos a través de un menú de acciones o interfaz similar, utilizando un cursor para mover al personaje y realizar las distintas acciones. El concepto clásico de aventura gráfica incluía la visión de los personajes en tercera persona la mayor parte del juego, aunque algunas de las aventuras gráficas más importantes se planteasen en primera persona.

## Antecedentes

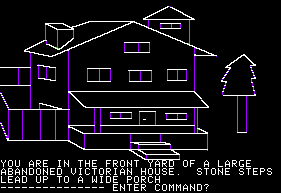
Mystery House para el ordenador Apple II fue la primera aventura conversacional que utilizó gráficos en los comienzos de la era de la computación doméstica.

Con la aparición del ordenador personal de 8 bits en la década de 1980 se instauraba en los hogares un nuevo abanico de entretenimiento y ocio. Entre los nuevos juegos que salían para dichos ordenadores aparecieron unos que distaban mucho de la acción pura característica de los comecocos y las plataformas, las aventuras conversacionales.
En dichos juegos la acción se desarrollaba en primera persona y bajo la pantalla gráfica había un cuadro de texto, utilizado para moverse, usar objetos e interactuar con el entorno y los personajes del videojuego mediante sencillas frases del tipo "hablar con el anciano", "usar fuego" o indicando puntos cardinales para ir de un sitio a otro, como por ejemplo "norte" o "sur".
Clásicos de este género fueron, El hobbit, La Aventura Original o Don Quijote, por citar algunos ejemplos. Hay que tener en cuenta que los anglosajones no diferenciaban entre aventuras conversacionales y aventuras gráficas, sino entre aventuras de texto y aventuras gráficas, englobando en estas últimas las aventuras conversacionales con gráficos. Por esta clasificación, que no coincide con la que realiza el ámbito hispano, para ellos Mistery House sería la primera aventura gráfica de la historia, a pesar de que para los hispanoablantes este título entraría dentro de las aventuras conversacionales.

## Los pioneros: Sierra Online y LucasFilm Games
Para hablar con propiedad de aventura gráfica tal y como el término es conocido popularmente entre los hispanohablantes, hay que situarse en los primeros juegos que fueron desarrollados con elementos como el cuadro de texto de las aventuras conversacionales, pero con otras características novedosas como la aparición del protagonista y los demás personajes en tercera persona en la pantalla del juego, así como el desarrollo del mismo, donde el personaje iba caminando por los distintos escenarios de perspectiva tridimensional. Nos estamos refiriendo a los primeros clásicos de la compañía Sierra Online, con títulos como la saga de King's Quest (cuya primera parte es la primera aventura gráfica de la historia), Leisure Suit Larry, o Police Quest. Los primeros títulos utilizaron el motor Adventure Game Interpreter o AGI, sustituido a partir de 1988 por Sierra's Creative Interpreter o SCI.
Pero sería otra compañía de juegos, Lucasfilm Games (la actual LucasArts), la que daría un paso que resultaría definitivo en la definición de este tipo de juegos, al crear el menú de acciones.
En su primer título, Maniac Mansion, Lucasfilm Games aportaba un desarrollo gráfico más atractivo, así como el nombrado menú de acciones (Script Creation Utility for Maniac Mansion) y un guion que combinaba humor y aventura, una característica que la compañía mantendrá en todas sus aventuras gráficas. 
A principios de los años 1990, Sierra y Lucasfilm eran las dos grandes del género, con características propias en cada caso:
- Sierra Online apostaba por las grandes sagas, con títulos como King's Quest y Space Quest, que superaban las cuatro entregas con gran facilidad, mientras que su competidora apostaba por las aventuras únicas (en un principio).

- Los juegos de Sierra mantenían un desarrollo no encadenado, es decir, aunque no resolvieses un enigma, una situación, podías avanzar en el juego y cuando avanzabas, cabía la posibilidad de haber olvidado un objeto o algún elemento que te impidiese continuar y resolver la aventura. En cambio, los juegos de Lucas Arts de la primera mitad de los noventa eran mucho más lineales y se evitaba la posibilidad de quedarse bloqueado en la aventura por no haber realizado alguna acción, no haber recogido un objeto, etc.

- En relación con el punto anterior, las aventuras de Lucasfilm eran mucho más sencillas de finalizar, y por extensión, gozaban de mayor popularidad.

- Sierra Online apostaba por una perspectiva quizás más adulta, con historias que rozaban la épica, como en King's Quest, mientras que Lucasfilm era similar a su matriz cinematográfica, con un tono más "para todos los públicos", aventurero y con buen humor.

## La edad de oro
La edad de oro de este género abarca el período que va desde el lanzamiento de Indiana Jones and the Last Crusade: The Graphic Adventure de Lucasfilm Games en 1989 hasta el eclecticismo de géneros a resultas del desarrollo de las tres dimensiones en escenarios, personajes y texturas, característico de finales de los noventa, pudiéndose nombrar títulos como Grim Fandango, Broken Sword o la séptima parte de la saga Larry, como representantes del final de esta edad dorada.
Este período alcanzó su techo artístico y técnico con títulos como King's Quest VI, Shadow of the Comet, The Secret of Monkey Island, Monkey Island 2, The Curse of Monkey Island, "Day of the Tentacle"Indiana Jones and the Fate of Atlantis, Myst, Broken Sword: La Leyenda de los Templarios y Hollywood Monsters, por nombrar algunos clásicos, que ocupan un puesto de honor entre los mejores juegos de todos los tiempos.
Por otro lado, es en esta época cuando también viven su máximo apogeo aquellas aventuras gráficas que optan por una visión en primera persona de la aventura. Dos de los títulos que encumbraron a esta manera de entender la aventura gráfica fueron Heart of China de Dynamix, una filial de Sierra Online, y Myst de Cyan Worlds.

## Una visión de futuro

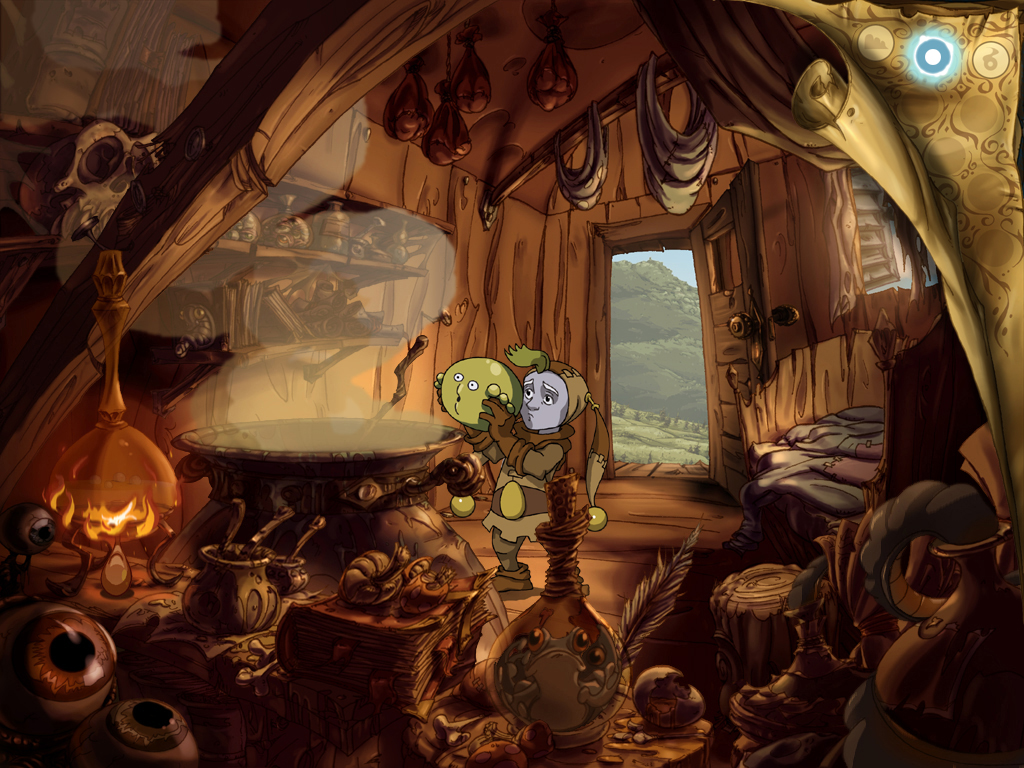
The Whispered World es una aventura gráfica point-and-click de 2009.

Pese a existir títulos de enorme calidad y resonancia, como las dos entregas de Syberia, la aparición de títulos al mercado en la actualidad es muy baja, en buena parte debido a la absorción de parte de la dinámica y elementos del género, que también estaban presentes en otros juegos, como los RPG (la utilización de objetos por ejemplo), por parte de los nuevos juegos de aventuras, con gráficos espectaculares en tres dimensiones, presupuestos de cine, elementos de los juegos de acción y de rol, acción en tiempo real, etc. Entre estos títulos podrían nombrarse la saga de Tomb Raider, las distintas entregas de Project Zero e Indiana Jones and the Emperor's Tomb, por poner algunos ejemplos. En este tipo de juego es donde reside parte del legado de aquellas aventuras gráficas, pese a tratarse de un tipo de juego distinto. Los géneros en los videojuegos, como en el cine, tienden a mezclarse cada vez más. En febrero de 2010 salió un juego que logró captar la atención de muchos aficionados a los videojuegos y que guarda semejanzas con el género de aventura gráfica, el título exclusivo de PlayStation 3 Heavy Rain. El juego fue aclamado por la crítica y por el público, consiguiendo unas ventas de 478.323 unidades la primera semana.

## Aventuras gráficas amateur
Se llaman así a todas las aventuras gráficas con fines no comerciales creadas por la comunidad aventurera, simplemente son juegos creados por aficionados al género, aunque a veces la labor de estos es equiparable a la de cualquier aventura comercial. Por lo general los usuarios utilizan programas de creación de aventuras gráficas, el más conocido posiblemente sea AGS.

## Tipos de aventuras gráficas
- Aventuras de acción: el jugador deberá realizar una serie de puzles y superar obstáculos con el fin de conseguir las metas. Un ejemplo sería "Evidence".
- Aventuras educativas: son videojuegos para un público infantil donde podrán adquirir conocimientos a través de diferentes actividades. Un ejemplo de ello sería Ciudad Sumergida.